# وایلمونشتر
وایلمونشتر (به آلمانی: Weilmünster) یک منطقهٔ مسکونی در آلمان است که در لیمبرگ-وایلبورگ واقع شده‌است. وایلمونشتر ۹٬۳۰۳ نفر جمعیت دارد.